# Kot, Hukeri
Kot là một làng thuộc tehsil Hukeri, huyện Belgaum, bang Karnataka, Ấn Độ.